# Franciskanerklosteret i Łódź
Franciskanerklosteret i Łódź (polsk Klasztor oo. Franciszkanów) ligger i den berømte Las Łagiewniki. 
Klosteret blev rejst den 18. marts 1681 efter flerårig initiativ af Żeleski-familien. Den 29. august 1683 blev den nybyggede St. Anton kirke og det tilhørende trækloster indviet af Jan III Sobieskis sekretær, biskop Piotr Paweł Mieszkowski.
I 1701 begyndte præsten Adrian Pędzikowski ombygningen af trækirken til murkirke. Takket være økonomisk støtte fra en række mæcener og eksorsisten Rafał Chylińskis virksomhed blev kirken færdigbygget. 
Den 16. maj 1726 blev St. Anton kirke indviet af primas Teodor Potocki. Det gamle trækloster blev erstattet med et kloster i mursten som blev færdigbygget i 1746. Efter januaropstanden blev klosteret lukket. Bygningen husede blandt andet en skole for fattige, og franciskanerne fik først klosteret tilbage efter 54 år. 
Under den tyske besætning af Polen under 2. verdenskrig var klosteret sæde for en tysk skole og et bilværksted. I 1941 rev tyskerne de nærliggende kapeller, viet til St. Valentin og Jomfru Maria, samt Rafał Chylińskis hus ned. I 1943 rev de det største kapel i Łagiewniki, viet til Herrens forklarelse, ned. Mod slutningen af krigen blev kirken og klosteret profaneret.
Efter 2. verdenskrig kom franciskanerne tilbage til Łagiewniki. Fra 1978 virker Franciskanernes højere åndsseminar ved siden af klosteret.

51°50′47.91″N 19°28′18.51″Ø / 51.8466417°N 19.4718083°Ø